# Varize, Moselle
Varize là một xã trong vùng Grand Est, thuộc tỉnh Moselle, quận Boulay-Moselle, tổng Boulay-Moselle. Tọa độ địa lý của xã là 49° 08' vĩ độ bắc, 06° 27' kinh độ đông. Varize nằm trên độ cao trung bình là 225 mét trên mực nước biển, có điểm thấp nhất là 205 mét và điểm cao nhất là 347 mét. Xã có diện tích 13,87 km², dân số vào thời điểm 2005 là 488 người; mật độ dân số là 35 người/km².

## Thông tin nhân khẩu
| 1962 | 1968 | 1975 | 1982 | 1990 | 1999 |
| ---- | ---- | ---- | ---- | ---- | ---- |
| 326  | 345  | 281  | 371  | 452  | 440  |